# Deutsche Gesellschaft für Geowissenschaften
La Deutsche Gesellschaft für Geowissenschaften (DGG) (Società Tedesca per le Scienze della Terra) nasce nel 2004 dalla fusione tra la Deutscher Geologischer Gesellschaft (DGG, Società Geologica Tedesca fondata nel 1848) e la Gesellschaft für Geowissenschaften (GGW, Società Tedesca per le Scienze della Terra).

## Storia
Nata dalla fusione delle due precedenti Società tedesche, la DGG si è evoluta nel tempo a seguito della progressiva specializzazione della geologia, così all'originaria Società si sono aggiunte prima l'idrogeologia e l'ingegneria geologica, poi, nel 1994, la geologia ambientale e infine, nel 1995, la geoinformatica.

## Obiettivi
Scopo principale della DGG è la promozione della geologia nella ricerca e nell'insegnamento.